# Związek gmin Gammertingen
Związek gmin Gammertingen – związek gmin (niem. Gemeindeverwaltungsverband) w Niemczech, w kraju związkowym Badenia-Wirtembergia, w rejencji Tybinga, w regionie Bodensee-Oberschwaben, w powiecie Sigmaringen. Siedziba związku znajduje się w mieście Gammertingen.
Związek zrzesza trzy miasta i jedną gminę wiejską:
- Gammertingen, miasto, 6 451 mieszkańców, 52,97 km²
- Hettingen, miasto, 1 865 mieszkańców, 46,07 km²
- Neufra, 1 866 mieszkańców, 28,39 km²
- Veringenstadt, miasto, 2 227 mieszkańców, 31,24 km²